# 竹下通
竹下通（日语：／ Takeshita dōri */?）是位於日本東京原宿的街道及商店街，每日上午11時至下午6時為行人專用，以服裝、飾品、食物等潮流產品聞名，兩旁以時裝店、首飾店、咖啡店、日式可麗餅店與餐廳為主，大部份為小型商店，吸引年輕人及遊客到訪。

## 概述
1977年（昭和52年）成立的在地商家協會——原宿竹下通商店會（原宿竹下通り商店会），將位於明治通、但在竹下通設有出口的複合式大樓「Palais France」（パレフランセ）啟用的1974年（昭和49年），當作「竹下通元年」。
在1980年代初期至2004年，這裡也是仿冒街頭服飾的售賣地。2004年起，由於政府的掃蕩態度轉為強硬，令仿冒日本及美國服裝的非法活動較前減少。
竹下通東端接明治通，西端則位於JR東日本原宿站竹下口正對面，只相隔一條馬路。在週末、假日以及學生長假時都會人山人海，可見到很多年輕人及學生在此購物。

## 圖集

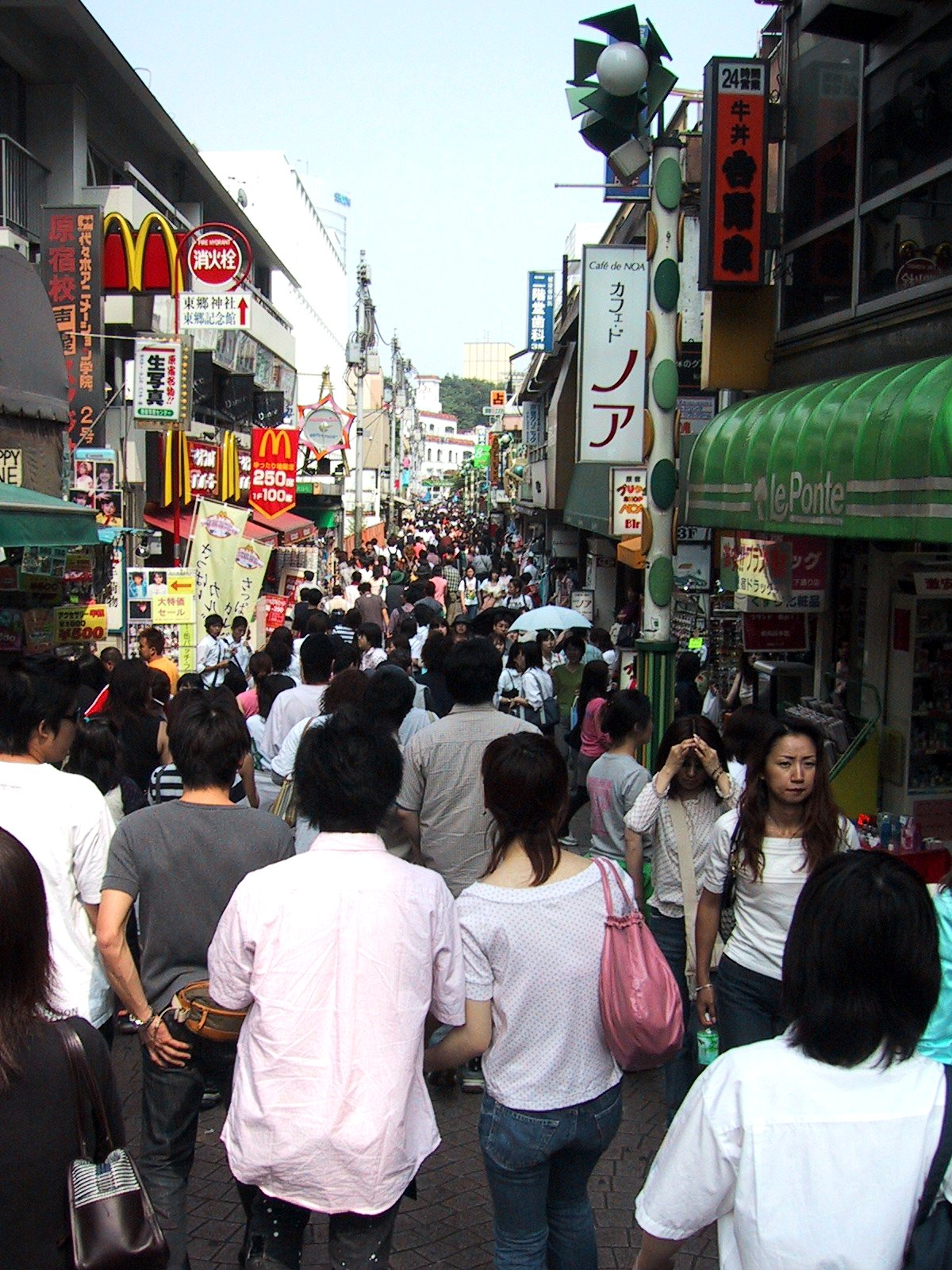
2004年時的竹下通
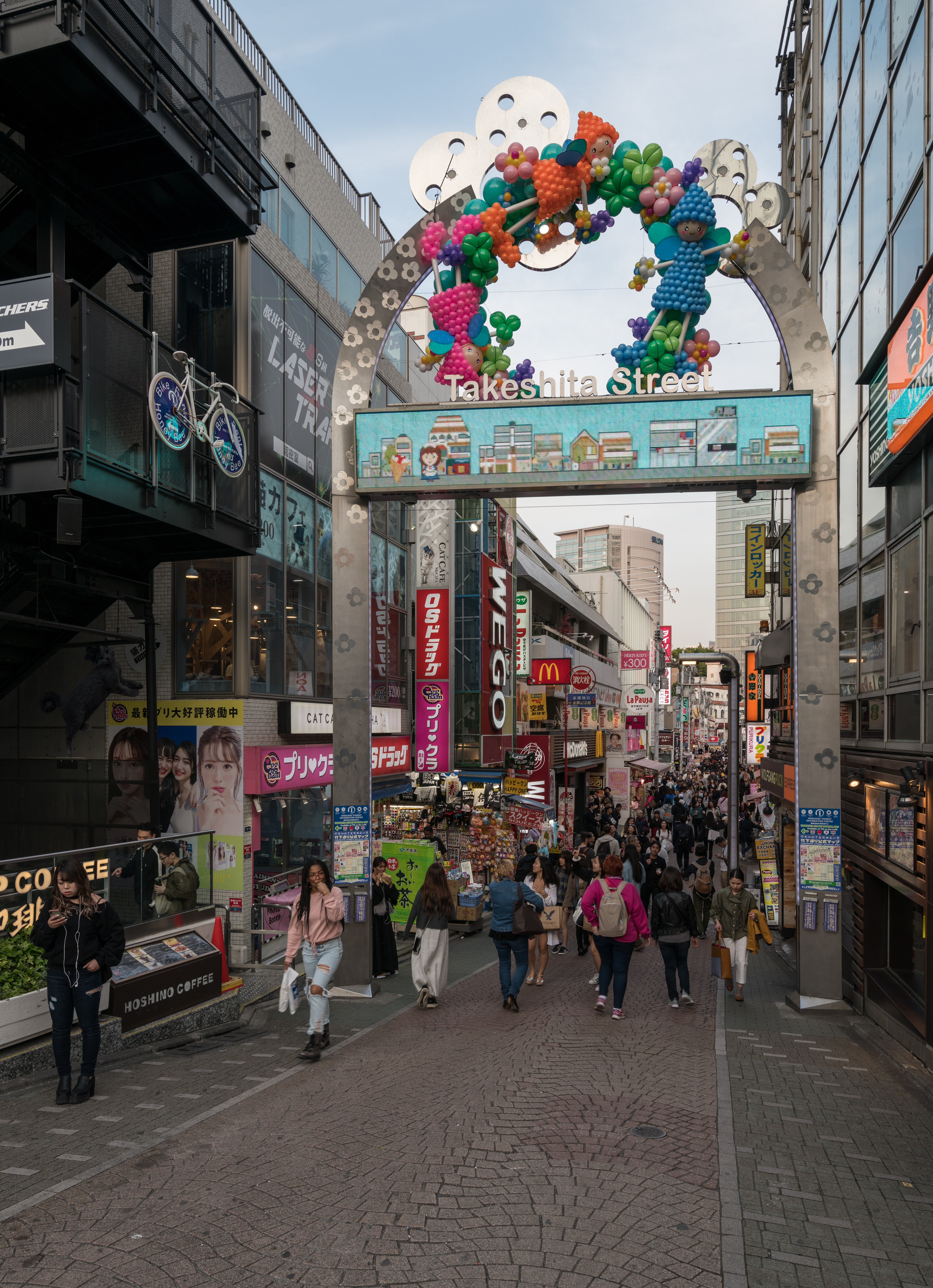
2019年時的竹下通
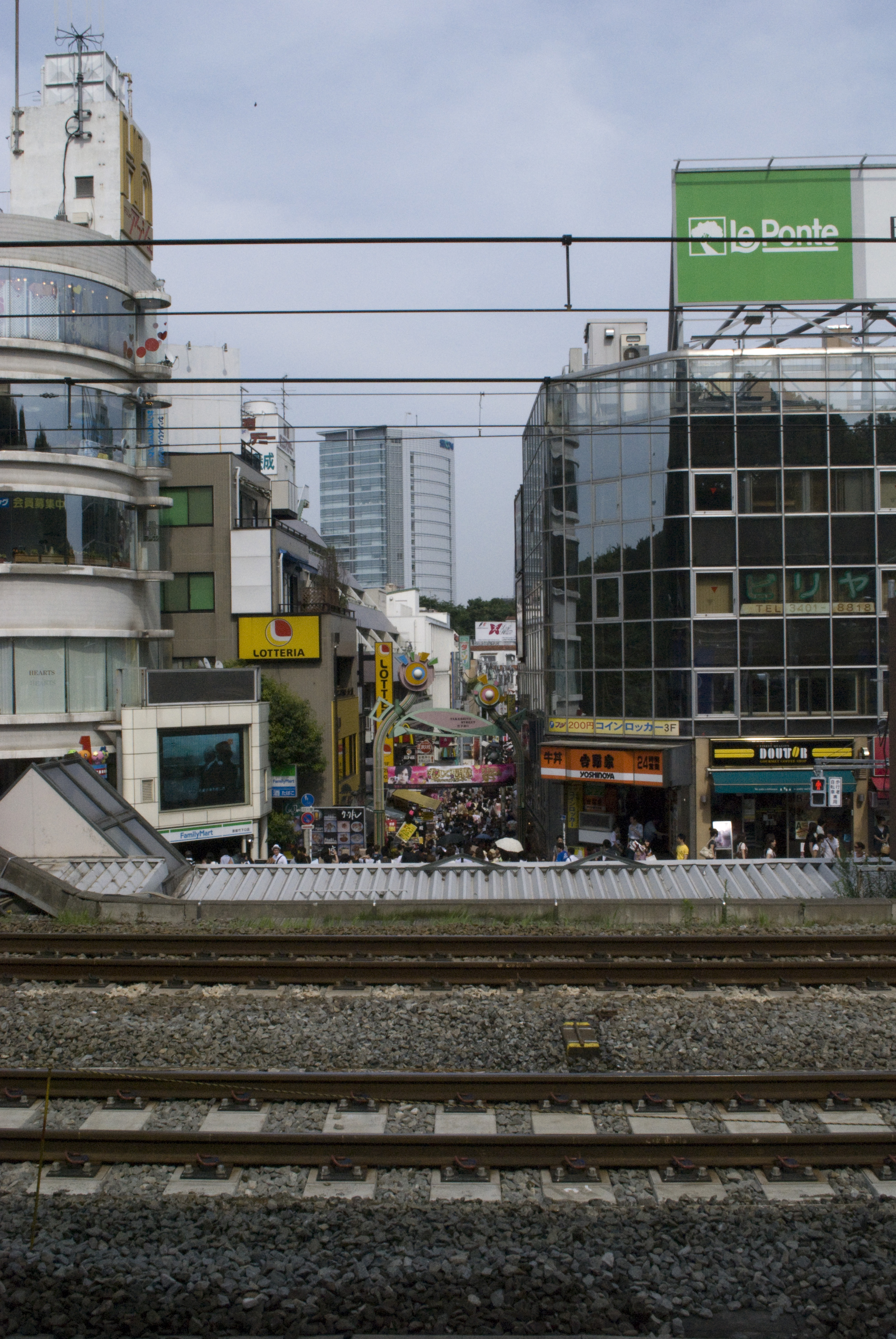
從原宿站的月台上俯瞰竹下通（攝於2009年6月27日）
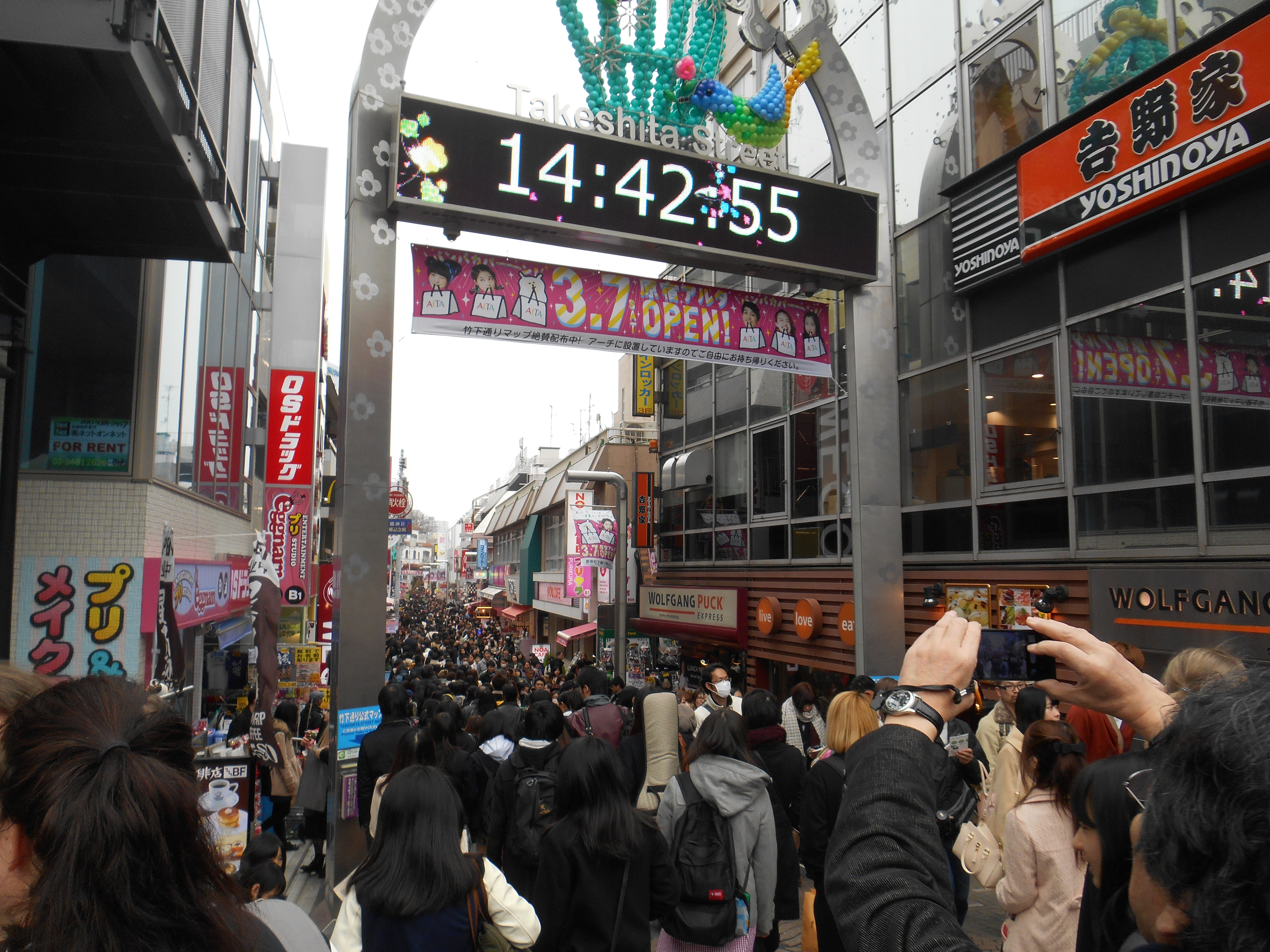
竹下通的擁擠人潮（攝於2015年3月14日）
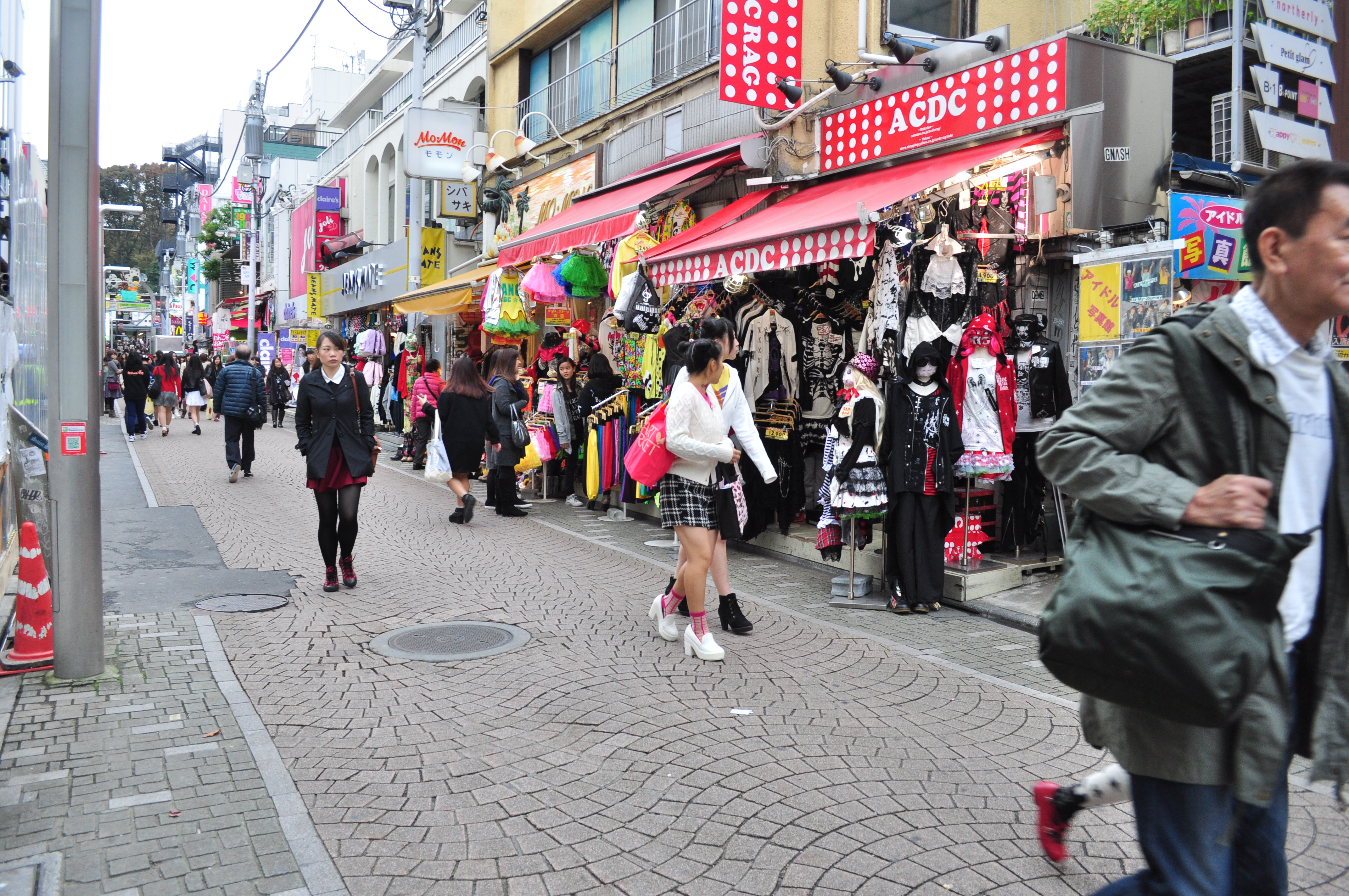
竹下通日間街景（攝於2015年3月14日）
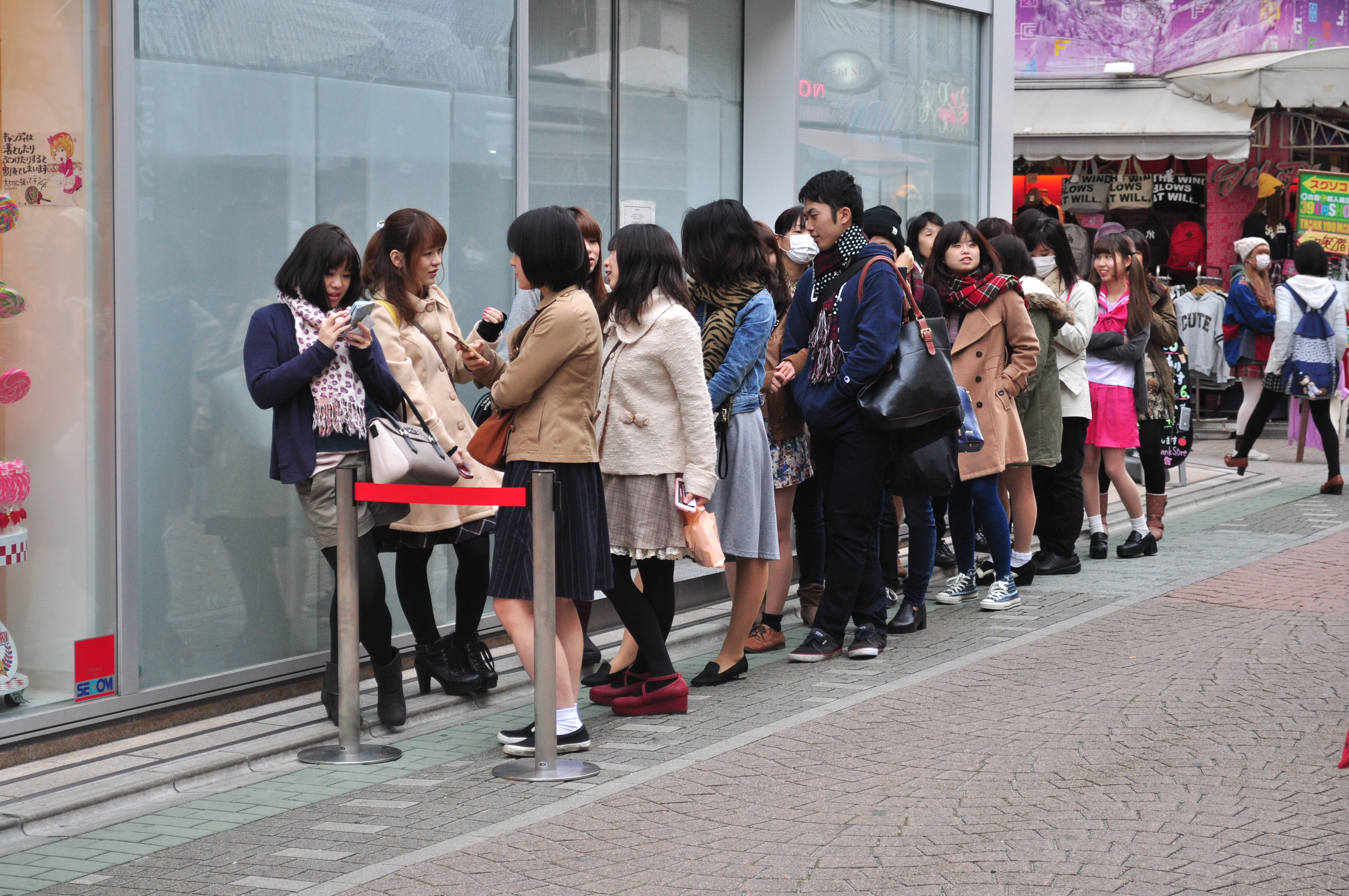
街邊商店的排隊人群（攝於2015年3月14日）
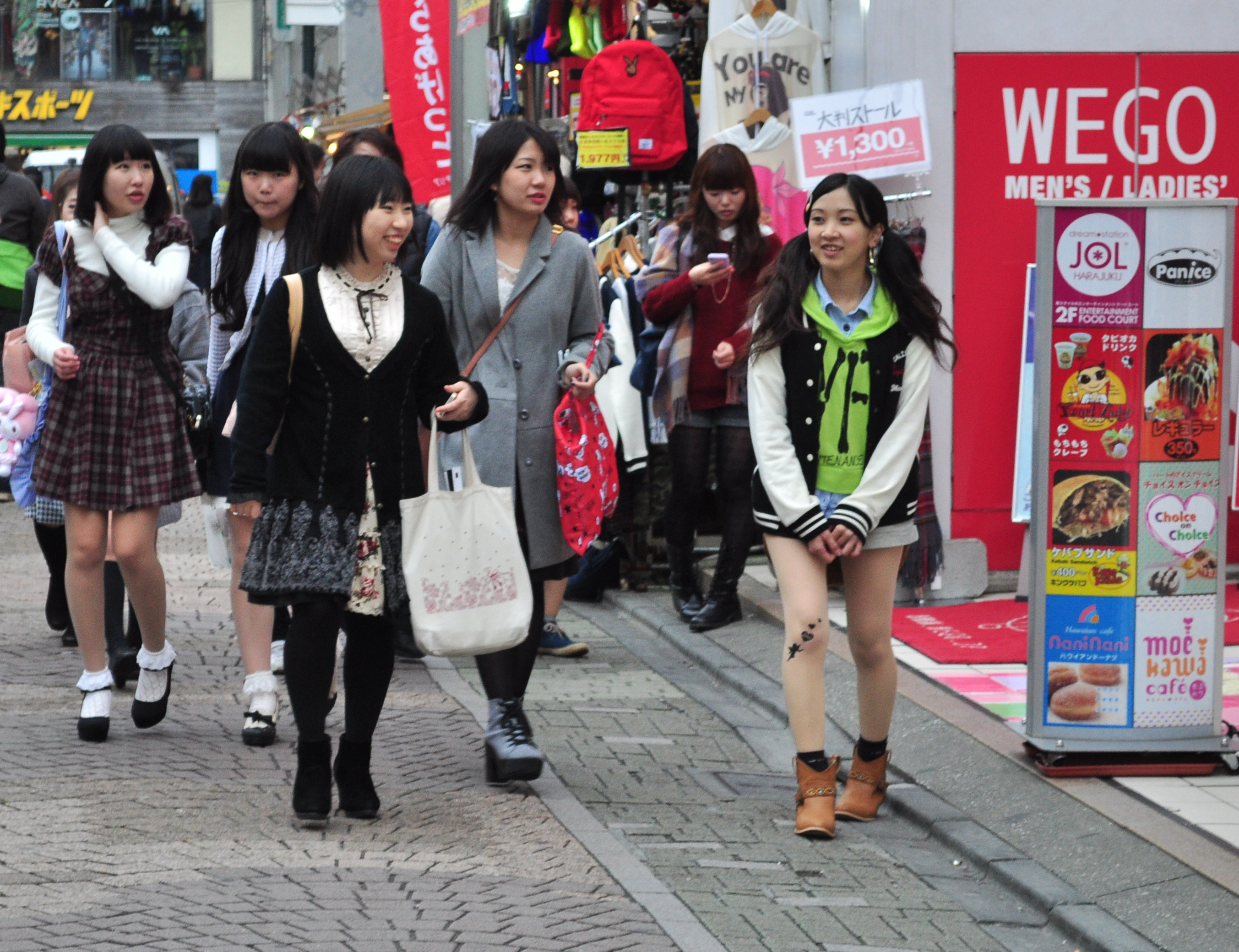
在竹下通逛街的年輕女生們（攝於2014年11月7日）
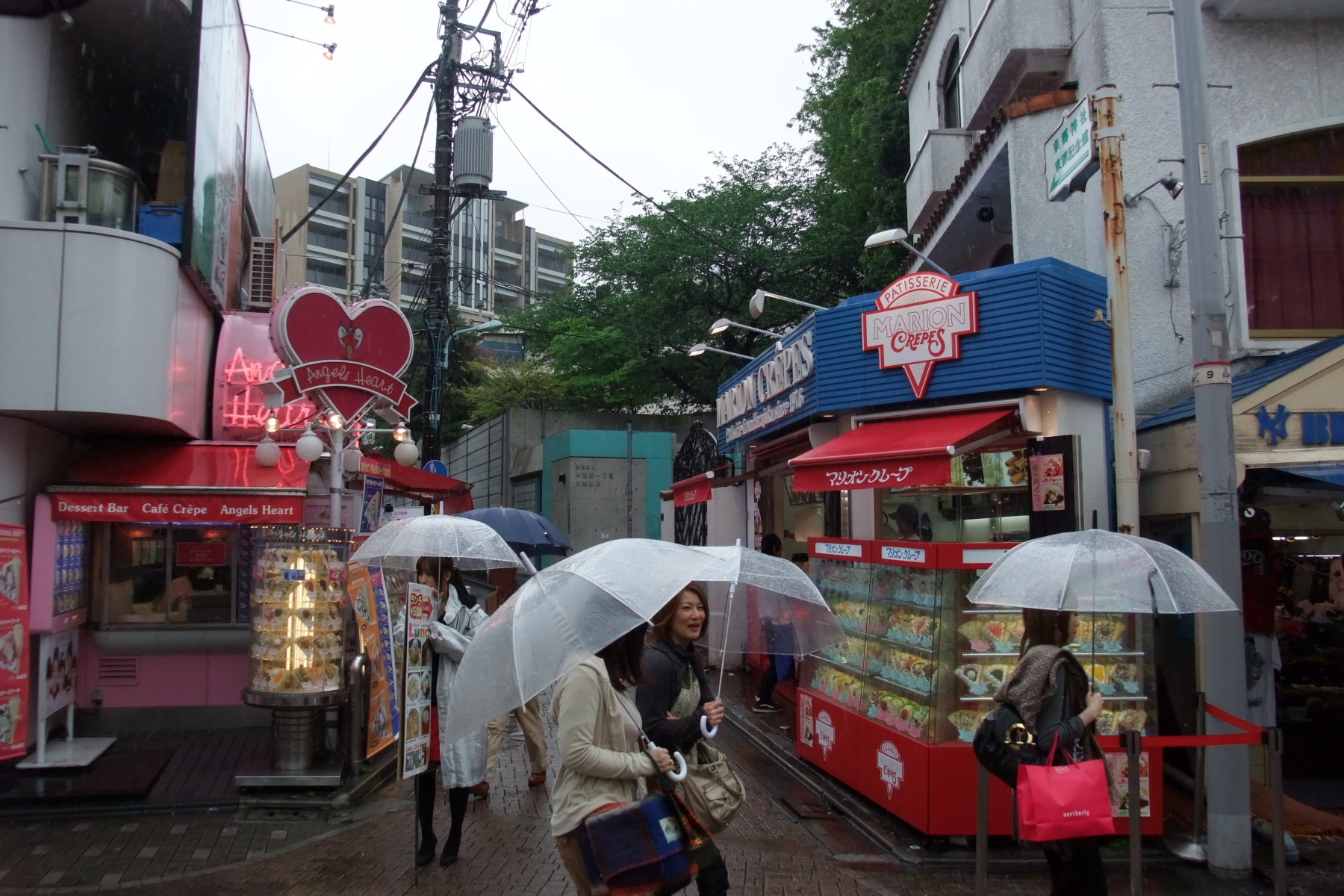
2009年時竹下通兩家打對臺的可麗餅店：左側為Angels Heart（原宿第一家可麗餅店，於2019年初閉店）、右側為Marion Crêpes
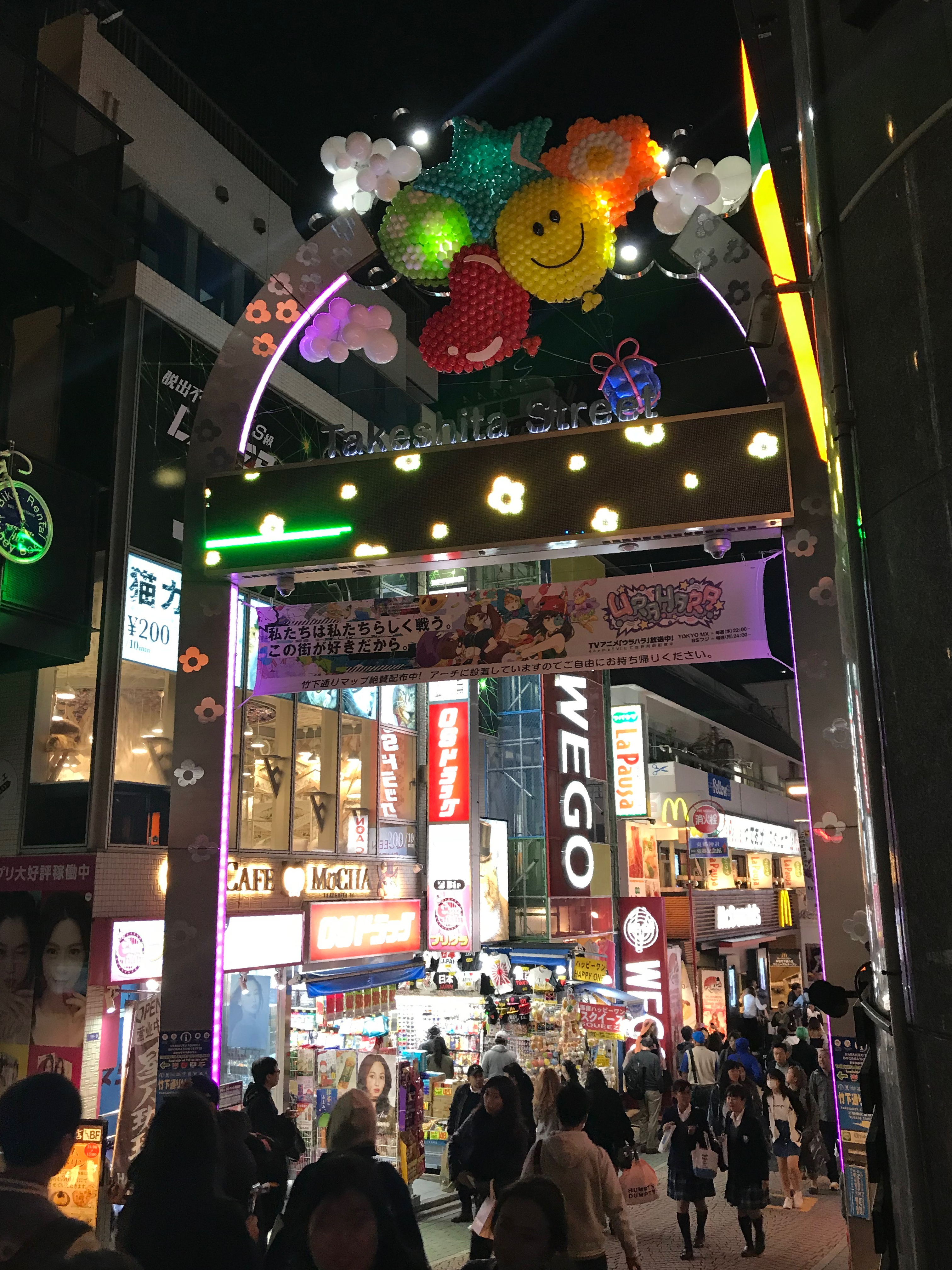
竹下通夜間街景（攝於2017年10月30日）

## 外部連結
- 原宿竹下通商店會 （页面存档备份，存于） （日語）
- 原宿 JNTO （繁體中文）
- 竹下通情報 （日語）